# Operacija Katapult
Operacija Katapult (angleško Operation Catapult) je bila britanska pomorska operacija, katere namen je bilo razorožitev, uničenje ali na kateri drug način onesposobitev francoskega vojnega ladjevja, da to po porazu Francije leta 1940 ne bi padlo v nemške roke. Operacija se je začela 3. julija 1940, ko so britanske sile v vseh pristaniščih pod njenim nadzorom prevzele nadzor nad francoskim ladjevjem. Glavni obračun s francoskim ladjevjem, potem ko se to ni želelo predati, pa se je zgodil v severno afriškem pristanišču Mers-el-Kébir, kjer je britanska mornarica po neuspelih pogajanjih potopila večje število francoskih bojnih ladij.

## Ozadje operacije
Po porazu Francije je Britanija v boju proti nemškemu in italijanskemu sovražniku ostala praktično sama. Kljub porazu na skoraj vseh frontah je njeno ladjevje še vedno gospodarilo na svetovnih oceanih. Če je Britanija želela to premoč obdržati je morala za vsako ceno preprečiti, da bi francosko ladjevje padlo v sovražnikove roke.
Po zlomu Francije so v Parizu potekala mirovna pogajanja z Nemci in Italijani, ki pa se jih Britanci kot francoski zavezniki niso udeležili, zaradi česar so bili pomanjkljivo obveščeni o izidu pogajanj in zato zelo zaskrbljeni. Vendar se je izkazalo, da upravičeno, saj je osmi člen sporazuma o prekinitvi sovražnost zahteval, da se mora vsa francoska vojna mornarica, z izjemo ladij potrebnih za obrambo francoskih interesov v čezmorskih ozemljih, vrniti v matična pristanišča, kjer bo pod nadzorom Nemcev in Italijanov razorožena. Ta člen je bil za Veliko Britanijo popolnoma nesprejemljiv, saj bi se tako lahko Nemci kljub sporazumu premislili in prevzeli nadzor nad ladjevjem. Britance ni prepričalo niti zagotovilo francoske admiralitete, da francosko ladjevje nikoli ne bo padlo v sovražne roke, zato je Churchill zahteval, da se čim prej pripravi in izvede operacija Katapult. Z njo naj bi Britanci prevzeli nadzor nad večino francoskega ladjevja, ga izključili iz boja ali pa ga uničili. Operacija naj bi predvidoma stekla 3. julija 1940.

## Operacija se začne
Operacija se je začela 3. julija, kot je bilo načrtovano. Tega dne so britanske čete razorožile še zaspane posadke francoskih vojaških ladij zasidranih v pristaniščih Plymouth, Portsmouth in drugod po britanskem imperiju. Te ladje so predstavljale okoli 10 odstotkov vsega francoskega bojnega ladjevja. Operacija je minila bolj ali manj brez hrupa, razen na veliki francoski podmornici Surcouf kjer je bilo ubitih in ranjenih nekaj francoskih mornarjev, ki so se uprli napadu. Večjih težav pri predaji ni bilo niti s francosko eskadro zasidrano v Aleksandriji. Ta se je po predhodnem dogovoru sama razorožila. Med tem pa je na drugem koncu Severne Afrike točneje v francoske pristanišču Mers-el-Kébir, prišlo do prave drame.
V tem pristanišču je bil zasidran najmočnejši del francoskega vojnega ladjevja; med ladjevjem sta bili težki križarki Dunkerque in Strasbourg, bojni ladji Bretagne in Provence, letalonosilka vodnih letal Commandant Teste in šest rušilcev. Okoli 9:30 po lokalnem času se je v višini Orana pojavilo močno britansko ladjevje pod poveljstvom admirala Somervilla. Ladjevje so sestavljale: bojna križarka HMS Hood, bojni ladji HMS Resolution in HMS Valiant, letalonosilka HMS Ark Royal, dve križarki in enajst rušilcev. Preden je prišlo do spopada so Britanci preko nekdanjega britanskega mornariškega atašeja v Parizu, francoskemu poveljniku Gensoulu posredovali naslednjo zahtevo. Ta se je moral odločiti za enega izmed petih pogojev: a) da se skupaj z Britanci bojuje proti sovražniku; b) da odpluje pod Britanskim nadzorom z zmanjšano posadko v eno izmed britanskih pristanišč; c) da odpluje pod britanskim nadzorom z zmanjšano posadko v katero izmed francoskih pristanišč na Karibih ali pa v katero ameriško pristanišče; d) da v šestih urah sam potopi svoje ladjevje; e) če ne sprejmejo niti enega izmed pogojev, naj bodo pripravljeni, da bodo Britanci v skrajnem primeru uporabili silo, da ladjevje ne bi prišlo v sovražne roke.
Francoski admiral je bil nad prihodom Britanskega ladjevja presenečen, zahteve s strani Britancev pa so ga užalile zato je zavrnil vse predloge, ki so mu jih ti posredovali. Britanskemu admiralu je še odgovoril, da bo na silo odgovoril s silo hkrati pa mu zagotavljal, da francosko ladjevje nikoli ne bo padlo v Nemške roke. Poleg tega pa je storil še napako, ko v urah mrzličnih pogajanj ni poslal popolnega poročila francoski admiraliteti. Njegovo poročilo o britanskih predlogih ni bilo popolno zato se je francoska admiraliteta z njegovim dejanjem popolnoma strinjala. Britanci so kmalu videli, da ne bodo prepričali Gensoula in ko so še prestregli telegramsko sporočilo v katerem ta francosko ladjevje prosi za pomoč so vedeli, da je napad postal neizbežen.
Ob 17:25 so britanski pogajalci zapustili francosko admiralsko ladjo, ob 17:54 pa so britanske ladje na francosko ladjevje izstrelile prve salve. Francosko ladjevje je bilo v času spopada zasidrano v pristanišču in zato v zelo slabem položaju, saj ladje niso mogle manevrirati in se tako izogibati sovražnikovemu obstreljevanju vendar pa so kljub temu tudi sami kmalu odgovorili z ognjem. Kmalu po začetku spopada so se vanj vmešale še obalne baterije, vendar pa so imeli Britanci zaradi odprtega morja veliko prednost. Gensoul je že ob 18:10, šestnajst minut po začetku spopada, signaliziral, da je večina njegovih ladij onesposobljenih za boj. Glavni francoski bojni ladji Dunkerque, je med spopadom uspelo na britansko bojno ladjo HMS Hood izstreliti okoli 40 granat vendar je bila med tem štirikrat v polno zadeta zato se je med begom iz pristanišča morala zasidrati. Spopad se je slabo končal tudi za ladji Provence in Mogador. Na prvi ladji je granata zadela krmo in povzročila požar, ki so ga le s težavo pogasili, drugi ladji se je že skoraj posrečilo prebiti iz pristanišča vendar jo je med begom zadelo okoli 18 granat in je morala nasesti na obalo da so preprečili njeno potopitev. Najslabše jo je odnesla bojna ladja Bretagne. Ta je bila v polno zadeta že na začetku spopada in je gorela vse do 18:07, ko je nenadoma eksplodirala, nato pa potonila ob tem pa je umrlo 977 članov njene posadke. Nekoliko več sreče je imela bojna ladja Strasbourg in še pet rušilcev, ki se jim je pod točo granat nekako posrečilo pobegniti iz pristanišča. Med potjo v pristanišče Toulon so jih napadla letala iz britanske letalonosilke HMS Ark Royal vendar ta niso povzročila večje škode tako da so preživele ladje brez težav nadaljevale pot v svoje matično pristanišče.

## Dogodki po operaciji
Dan po napadu so Francozi izvedli povračilni bombni napad na Gibraltar, ki pa je povzročil bolj malo škode in je bil bolj simboličnega pomena. V operaciji Katapult je francoska mornarica izgubila večje število ladij ter imela 1.297 mrtvih in 351 ranjenih, medtem ko Britanci niso utrpeli skoraj nikakršnih izgub. Sama operacija še danes buri duhove in postavlja vprašanja ali je bila sploh smiselna ali ne, saj je Velika Britanija z njo pridobila veliko novih sovražnikov v francoskih vrstah. Francija pa ji tega napada še danes po več kot šestdesetih letih ni odpustila. Da so Britanci ravnali napačno in prenagljeno se je izkazalo leta 1942, ko so Nemci zasedli še preostanek neokupirane Francije z željo zajeti še preostanek francoskega ladjevja. Takrat so Francozi držali obljubo, da njihovo vojno ladjevje nikoli ne bo padlo v sovražnikove roke, zato so ga 27. novembra 1942 dobesedno pred nosovi Nemcev tudi potopili.

## Vir
- Druga svetovna vojna 1 knjiga (Mladinska knjiga, Ljubljana, 1981)